# غاوزرد
غاوزرد (بالفارسية: گاوزرد) هي قرية تقع في قسم ليراوي الشمالي الريفي (مقاطعة ديلم) في إيران. يقدر عدد سكانها بـ 75 نسمة بحسب إحصاء 2016.